# رصدخانه نیو تکنولوژی
رصدخانه نیو تکنولوژی یا تلسکوپ فناوری نو (انگلیسی: New Technology Telescope) یا NTT یک تلسکوپ ۳٫۵۸ متری ریچی-کرتین است که توسط رصدخانه جنوبی اروپا اداره می‌شود و در سال ۱۹۸۹ فعالیت خود را آغاز کرده‌است. این رصدخانه در شیلی در لاسیا قرار دارد و اولین پیشگام در استفاده از اپتیک فعال بود. تلسکوپ و محفظه آن با طراحی انقلابی برای کیفیت تصویر بهینه ساخته شد.

## ویژگی‌ها
آینهٔ اصلی NTT انعطاف‌پذیر است و شکل آن به‌طور فعال در طول مشاهدات توسط عملگرها تنظیم می‌شود تا کیفیت تصویر بهینه و حفظ شود. موقعیت آینه ثانویه نیز به‌طور فعال در سه جهت کنترل می‌شود. این فناوری که توسط ESO توسعه یافته و به عنوان اپتیک فعال شناخته می‌شود، اکنون در تمام تلسکوپ‌های بزرگ مدرن مانند تلسکوپ بسیار بزرگ در Cerro Paranal و تلسکوپ بسیار بزرگ اروپایی آینده به کار می‌رود. طراحی محفظه هشت ضلعی که NTT را در خود جای داده‌است یکی دیگر از پیشرفت‌های تکنولوژیکی است. گنبد تلسکوپ نسبتاً کوچک است و توسط سیستمی از فلپ‌ها تهویه می‌شود که باعث می‌شود هوا به آرامی در سراسر آینه جریان داشته باشد، تلاطم را کاهش داده و منجر به تصاویر واضح‌تر می‌شود.
NTT اولین تلسکوپی بود که از آنچه امروزه به عنوان اپتیک فعال شناخته می‌شود استفاده کرد: یک حلقه بازخورد که به‌طور فعال آینه یکپارچه (نسبتاً نازک) را در شکل نگه می‌دارد و از محرک‌های متعددی استفاده می‌کند که آینه روی آن نصب شده‌است.